# Solán de Cabras
Solán de Cabras és un balneari situat a la Serranía de Conca, famós per les seves aigües minerals. El lloc es troba a més de 900 msnm, al municipi espanyol de Beteta, a la província de Conca, a 3 km de Puente de Vadillos i a 10 km de Beteta.

## Història

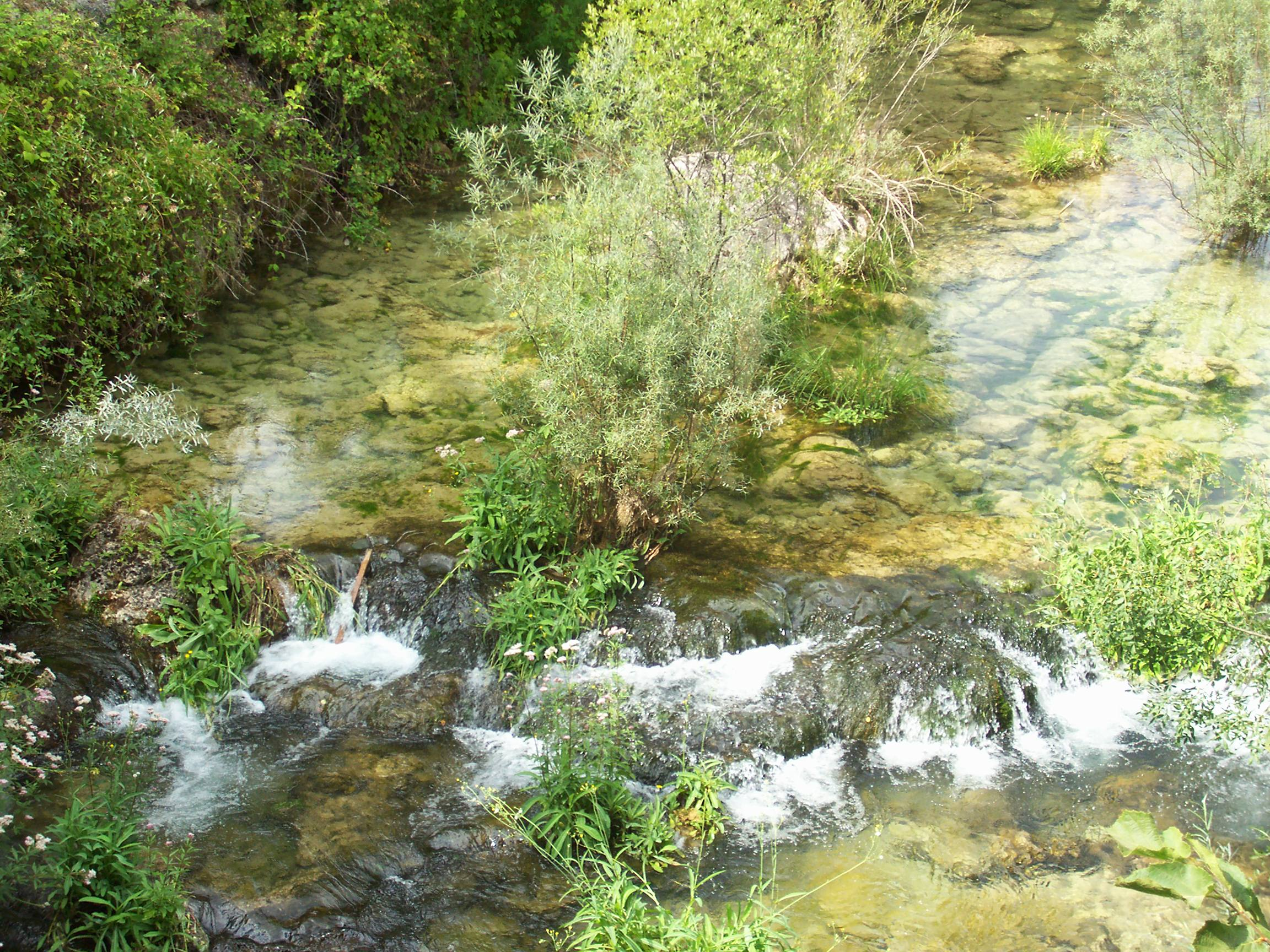
Rierol de Solán de Cabras

La font d'aigua, a la Vall de Solán, és coneguda des de temps dels romans. Existeixen testimonis escrits que recorden la curació de l'artritis de Julio Graco, l'any 182 a.C. Segons la tradició, les propietats curatives d'aquestes aigües les va descobrir un pastor que va observar com les cabres malaltes de sarna guarien després de banyar-s'hi. Serien els pastors preromans els que la van utilitzar amb èxit per curar els seus caps de bestiar, fet que va donar lloc a l'apel·latiu sólo para cabras, del qual procedeix el seu nom actual.
Més endavant, qui seria ministre de la Reial Hisenda, Pedro López de Lerena y de Cuenca (1734-1792), va tenir oportunitat d'avaluar la qualitat i l'eficàcia de les aigües. López de Lerena va contribuir a que, el 1755, el rei Carles III ordenés construir els banys i una hostatgeria. No gaire temps després, l'aigua de Solán de Cabras seria declarada d'utilitat pública per Carles IV, en Reial Decret de 10 d'abril de 1790, i el Balneari declarat Real Sitio. L'autor i crític literari, Juan Pablo Forner (1756-1797), va ser el primer que en va divulgar els beneficis terapèutics, l'any 1787, al llibre Noticias de las Aguas del Manantial de Solán de Cabras en la Serranía de Cuenca.
Ja al segle xix, l'arquitecte Antonio López Aguado (1764-1831), va intervenir en les instal·lacions dels anomenats Banys de la Reina (1817). El rei Ferran VII (1784-1833) i la seva tercera esposa, Maria Josepa Amàlia de Saxònia (1803-1829), van viatjar-hi l'estiu de 1826 per a posar remei a l'esterilitat de la reina i de passada solucionar el problema de la successió dinàstica. A la cultura popular s'al·ludeix a les aigües de Solán, al capítol XXXVI de la novel·la curta El sombrero de tres picos (1874), de Pedro Antonio de Alarcón (1833-1891). Frasquita, la protagonista, diu de tomar los baños en Solán de Cabras.

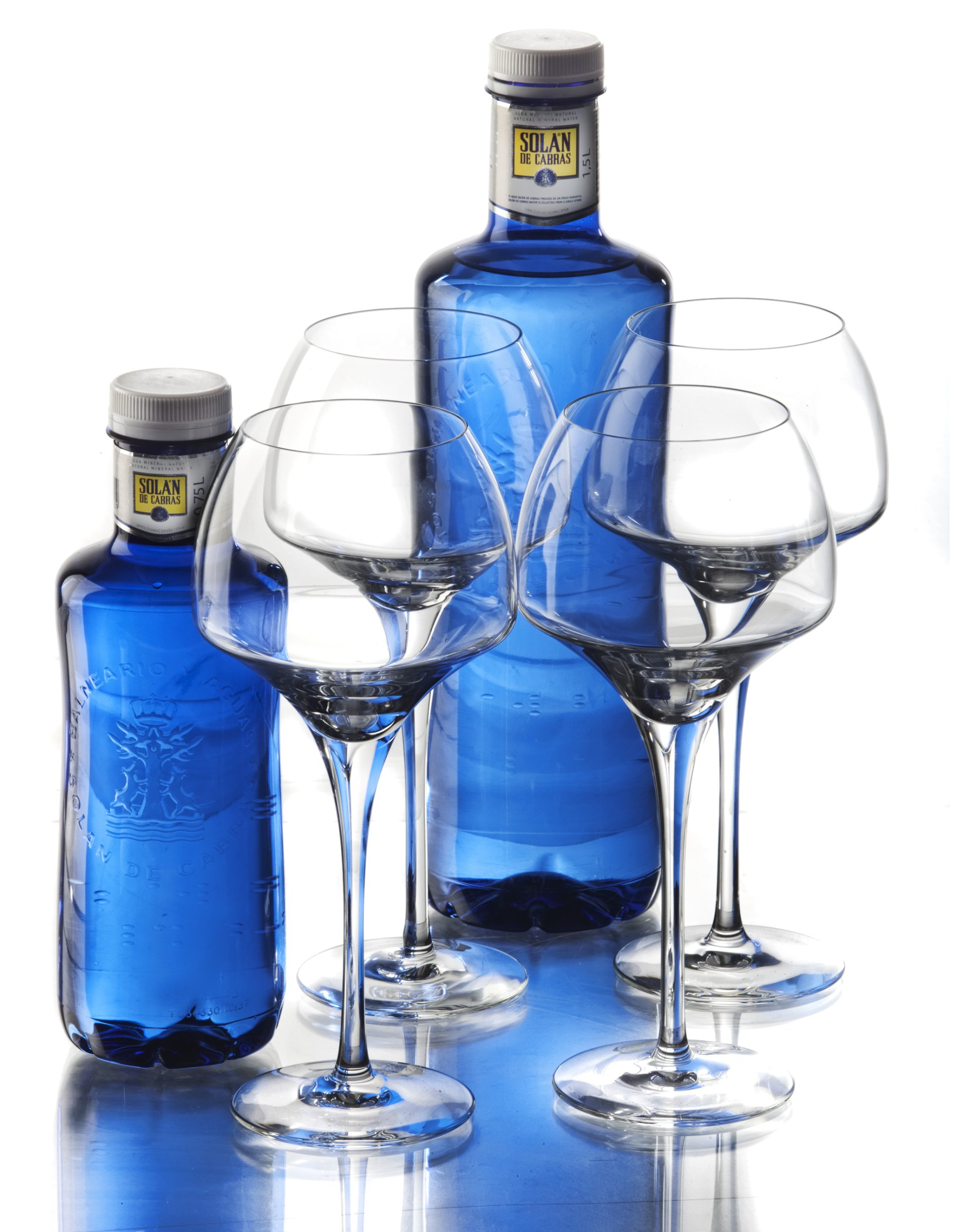
Aigua embotellada Solán de Cabras

Baldomero Sanz y Sanz (1887-1975) va fundar l'empresa als anys 1920, adquirint el balneari. L'empresa es va constituir com a societat anònima el 29 de juliol de 1976: Balneario y Aguas de Solán de Cabras, S.A., en què Antonio del Pozo va ser-ne conseller, secretari i president del consell d'administració, i va implicar-se en la difusió de la marca i en l'ampliació de la planta embotelladora, fent de Solán de Cabras una de les marques de referència al sector de les aigües minerals d'Espanya. La família Del Pozo va arribar a un acord amb el Grup Osborne, convertint-se en el nou propietari de Solán i accionista majoritari des del 2002. La divisió d'aigües i sucs del Grup Osborne va ser adquirida el 2011 pel grup Mahou-San Miguel i, per tant, aquest es va fer amb l'empresa Solán de Cabras.